# Destelbergen
Destelbergen ist eine flämische Gemeinde in der Provinz Ostflandern in Belgien mit 19.110 Einwohnern (Stand 1. Januar 2024). Die residentiell geprägte Gemeinde liegt im Großraum Gent.
Destelbergen reicht im Osten an Gent heran. Die Grenze mit Melle und Gent wird durch das Bett der Zeeschelde bestimmt.
Brüssel liegt 42 km südöstlich und Antwerpen 45 km nordöstlich. 
 Die nächsten Autobahnabfahrten befinden sich am östlichen Genter Autobahnring mit den Anschlussstellen Destelbergen und Heusden.

## Geschichte

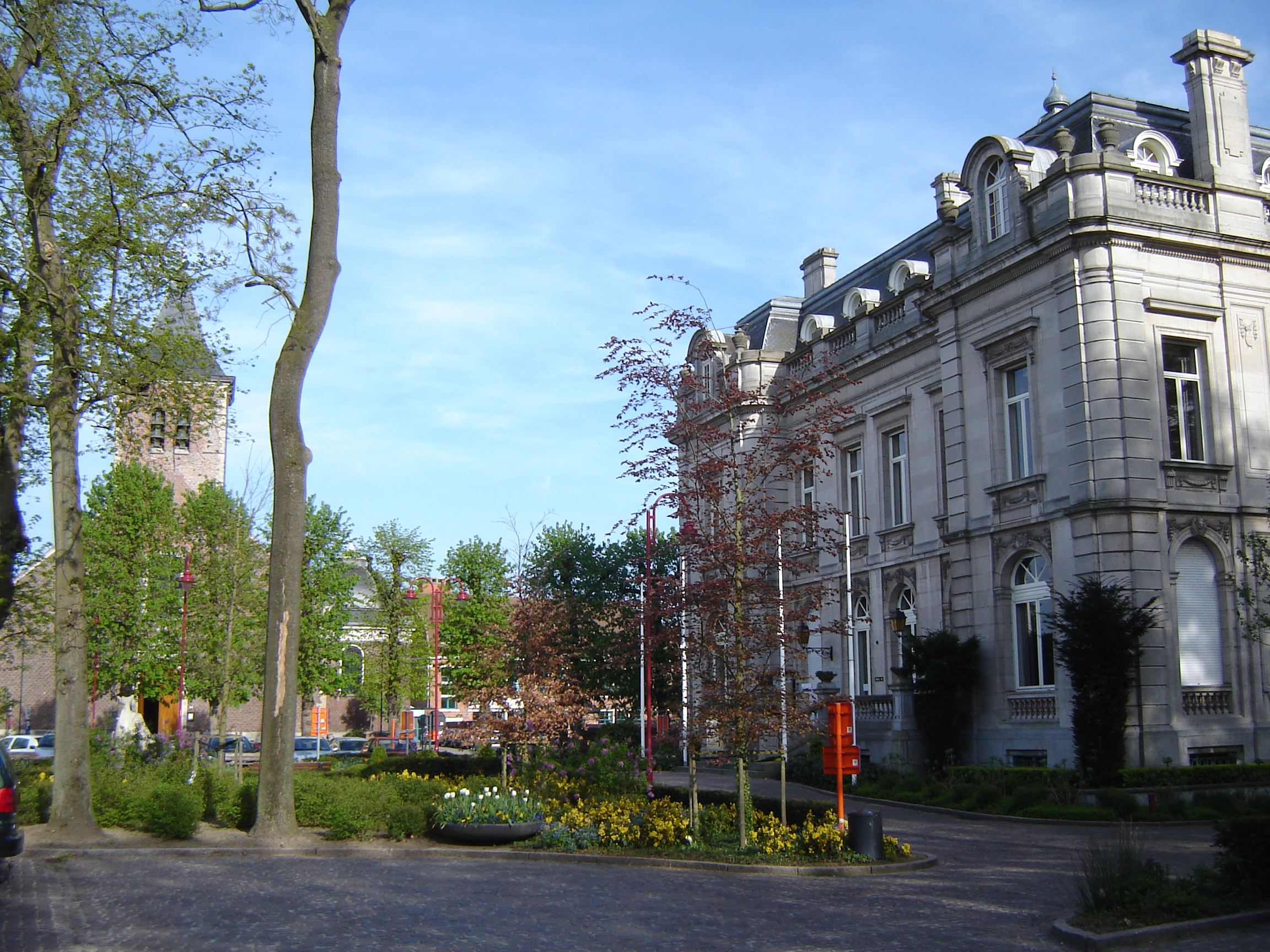
Zentrum von Destelbergen mit Kirche und Gemeindehaus

Destelbergen war bereits lange vor unserer Zeitrechnung bewohnt. Die menschliche Besiedlung der Teilgemeinden Destelbergen und Heusden reicht gemäß archäologischen Grabungen und Untersuchungen bis in Prähistorische Zeiten des Mesolithicums (ca. 10.000 bis ca. 5000 v. Chr.).
Auch der Name Destelbergen reicht weit in der Zeit zurück. Der frühere Gemeindename „Thesle“ verweist auf mittlerweile größtenteils verschwundene Sandhügel im Zentrum hin. Darauf weist übrigens ebenso der zweite Namensbestandteil „-bergen“ hin. 962 wurde Destelbergen an die Genter Sankt Petersabtei durch Wichman IV., Graf von Hamaland geschenkt. Bis zur Französischen Revolution sollte die Herrschaft in Händen der Abtei bleiben. Die Abtei besaß in der Gemeinde nämlich neben einer Anzahl großer Landbesitzungen auch zahlreiche Lehnsgüter. Diese wuchsen zu Schlössern oder Außendomizilen heran, die man heute noch teilweise antreffen kann. Die Nähe zu Gent sorgte dafür, dass Destelbergen während der Glaubenskriege und der Kriege mit Ludwig XIV. viel erleiden musste, unter anderem wurde die Gemeinde zwischen 1675 und 1677 dreimal geplündert.
Im Mittelalter war die Torfgewinnung an der Schelde äußerst bedeutend. Das 19. Jahrhundert zeichnet sich dagegen durch den Beginn der Industrien wie der Backstein- und Ölproduktionen aus.
1794 war Destelbergen 1922 Hektar groß und zählte lediglich 2250 Einwohner. 1801 wohnten hier 2454 Seelen und am 31. Dezember 1862 wurden 5200 Einwohner verzeichnet.

## Gemeindegliederung

Destelbergen

Die Gemeinde Destelbergen besteht aus dem namensgebenden Destelbergen und der Teilgemeinde Heusden.
Die Gemeinde Destelbergen bestand aus den einzelnen Gebieten Panhuis, Achtendries, Klein Gent, Kleinen Hoenderhoek, Sint-Pietershof, het Veldeken, de Visschershoek, de Schijtershoek, de Molenhoek, het Gouden Hand, het Peerdeken, de Hoogstraat, het Haanhout, Toleinde, Blauwhof und Eenbeekeinde, was am verstädtlichten Sint-Amandsberg und Gent anschließt. Beervelde wurde 1809 eine eigene Parochie, und dann 1921 eine eigene Gemeinde.
Rund 50 Jahre später, beim Zusammenschluss belgischer Gemeinden von 1977, wurden Destelbergen und Heusden, im Süden von Destelbergen-centrum fusioniert. In den letzten Jahren entwickelte sich die Gemeinde zu einer Wohngemeinde, auch wenn ihr ländlicher Charakter, wohl auch durch die Anwesenheit der vielen Schlossparks, nog in großem Maße bewahrt blieb.
| #  | Name         | Fläche | Bevölkerung |
| -- | ------------ | ------ | ----------- |
| I  | Destelbergen | 12,50  |             |
| II | Heusden      | 14,06  |             |

Die Gemeinde Destelbergen grenzt an folgende Teilgemeinden:
a. Lochristi, b. Beervelde (Lochristi), c. Laarne, d. Wetteren, e. Melle, f. Gentbrugge (Gent), g. Sint-Amandsberg (Gent), h. Oostakker (Gent)

### Heusden
Heusden war bis 1977 eine selbstständige Gemeinde. Das Dorf liegt an der Schelde und etwa fünf Kilometer östlich der Stadt Gent, aber innerhalb des Genter Rings (R4). Die A14 (Europäische E17) scheidet Heusden von Destelbergen. Bei der Begradigung der Schelde 1882 verlor Heusden einen Teil seines Grundgebietes an Melle.
Die Ersterwähnung des Ortes geschah im 11. Jahrhundert, als Abt Othejbold in einem Dokument notiert, dass der Ort, in dem später die Herren von Heusden das Sagen hatten, vor der Invasion der Normannen der St. Bavoabtei gehört haben soll. Nach der Trauung der Beatrix van Heusden mit Zeger III. Burggraf von Gent 1212, wird die Burggrafschaft Gent nach Heusden ausgedehnt und Heusden dessen Sitz. Heusde gehörte bis zur Französischen Revolution den Burggrafen von Gent. Dieser Titel wird durch verschiedene adelige Geschlechter geführt. Heusden ist unter anderem Bekannt durch die weitbekannte und 1247 gestiftete Zisterzienserinnenabtei Nieuwenbosch, die jedoch 1578 durch den Bildersturm vernichtet und das Kloster aufgelöst wurde. Die Klosterschwestern zogen später nach Gent um. Dadurch, dass Heusden in dieser Zeit einen Teil des Verteidigungsgürtels rund um Gent ausmachte, wurde die Gemeinde ebenso verschiedene Male geplündert. Ab dem 19. Jahrhundert beginnt auch hier die Industrialisierung.
Ein jährliches Ereignis in Heusden ist der Kermiskoers „Grote Prijs Maurice Raes“ im Volksmund bekannt als Heusden Koers.

#### Sehenswürdigkeiten
- Die Heiligkreuzkirche von 1844
- Vormalige Pachthufe Bosseveerhoeve oder hoeve Ten Bossche der verschwundenen Abtei Nieuwenbosch oder Nonnenbos (1247–1579) an der Schelde
- Der Sandberg (nl. Zandberg): Eine seltsame Dünenspitze
- Das Naturgebiet Kalverbos mit alten Scheldemeandern, Seen, alten Torfgruben und Hofen, ein belangreiches Wasserwildgebiet, Sumpfflora.
- Die zahlreichen Schlösser/Anwesen
- Der Familienpark Harry Malter, ein Erholungspark gestiftet von Harry Malter, bekannt durch den Zirkus Piste

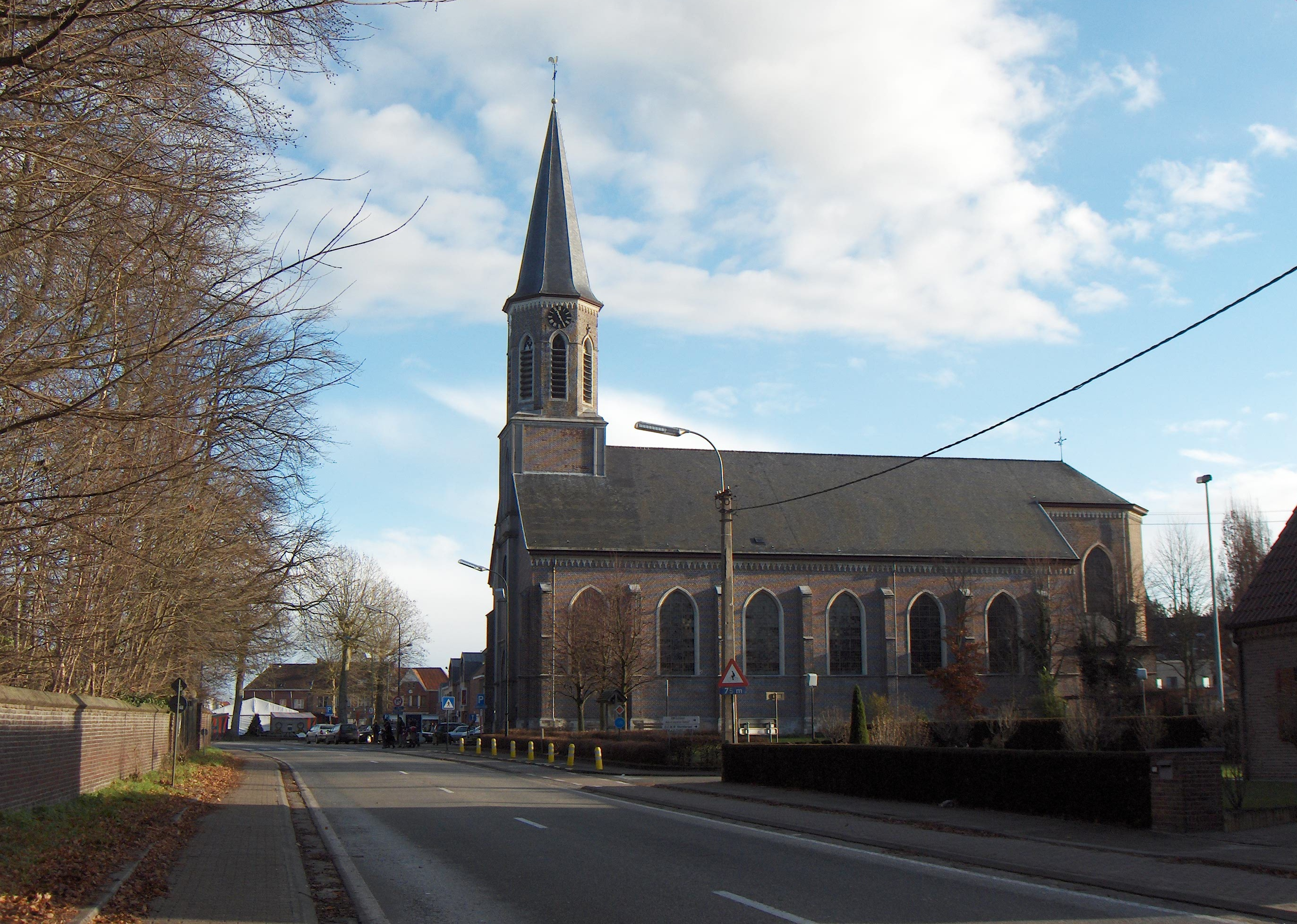
Dorfzentrum von Heusden
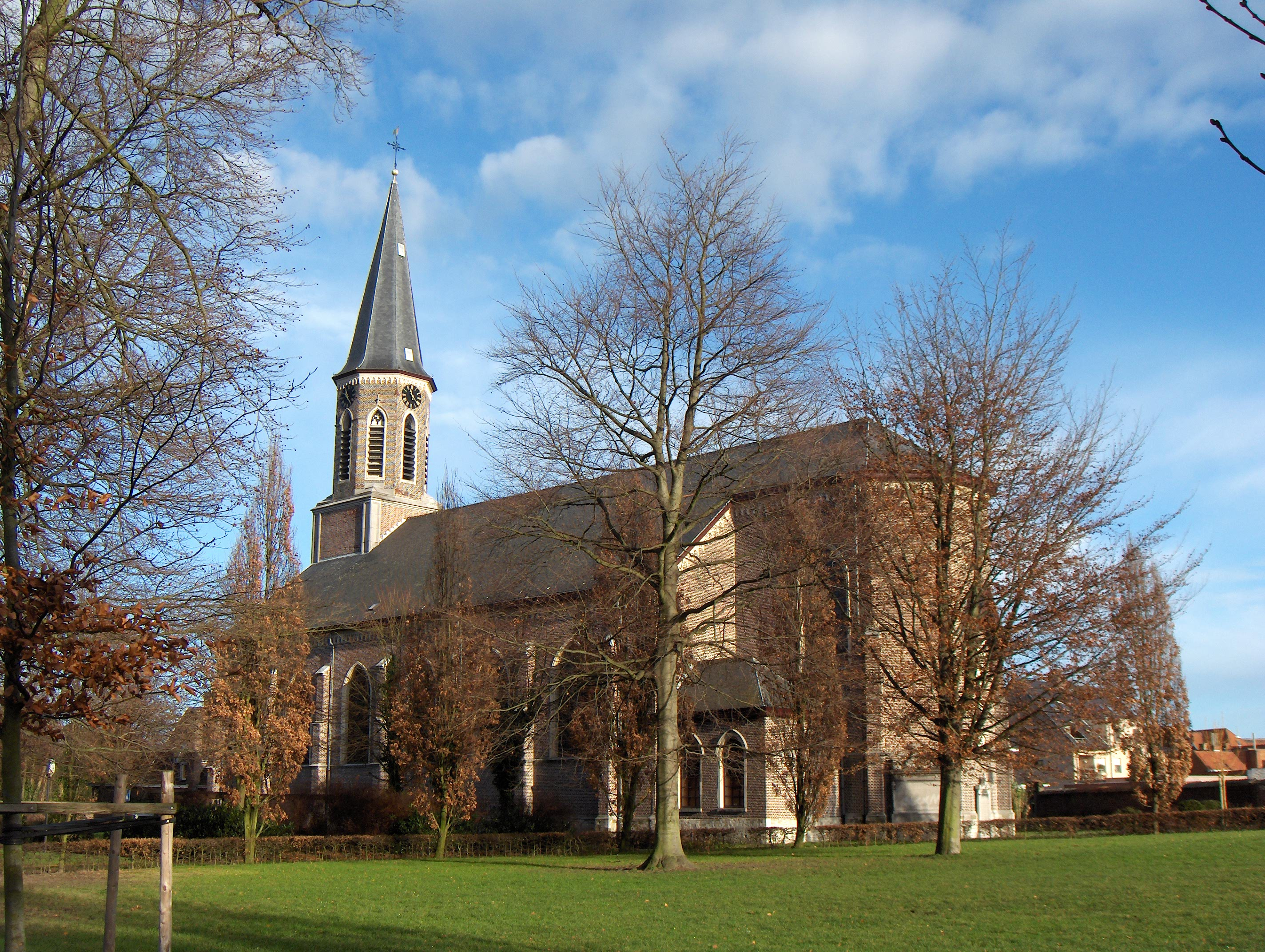
Heiligkreuzkirche, 1844–1845 (neogotisch)
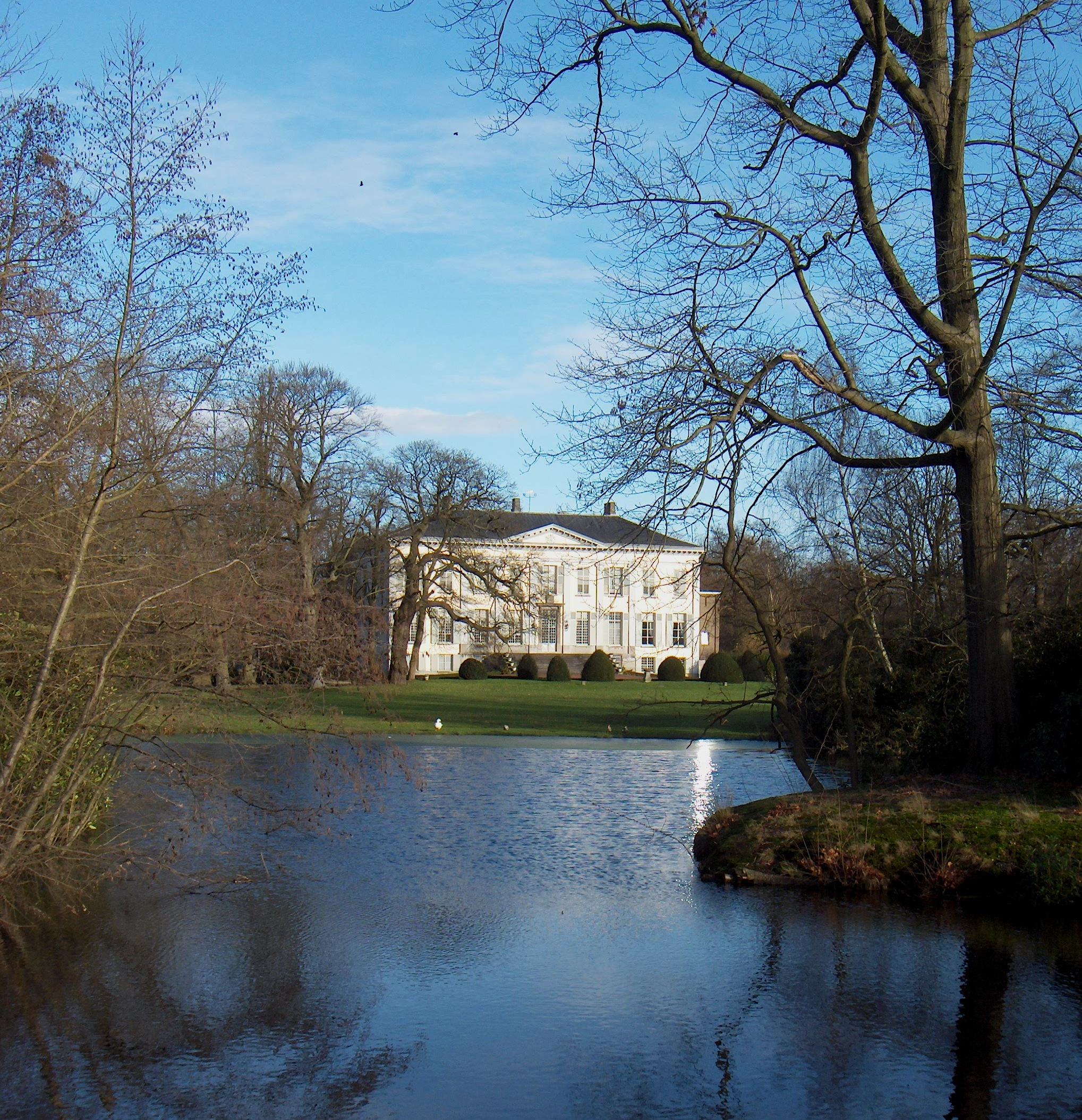
Schloss Stas de Richelle (18. Jhd.)
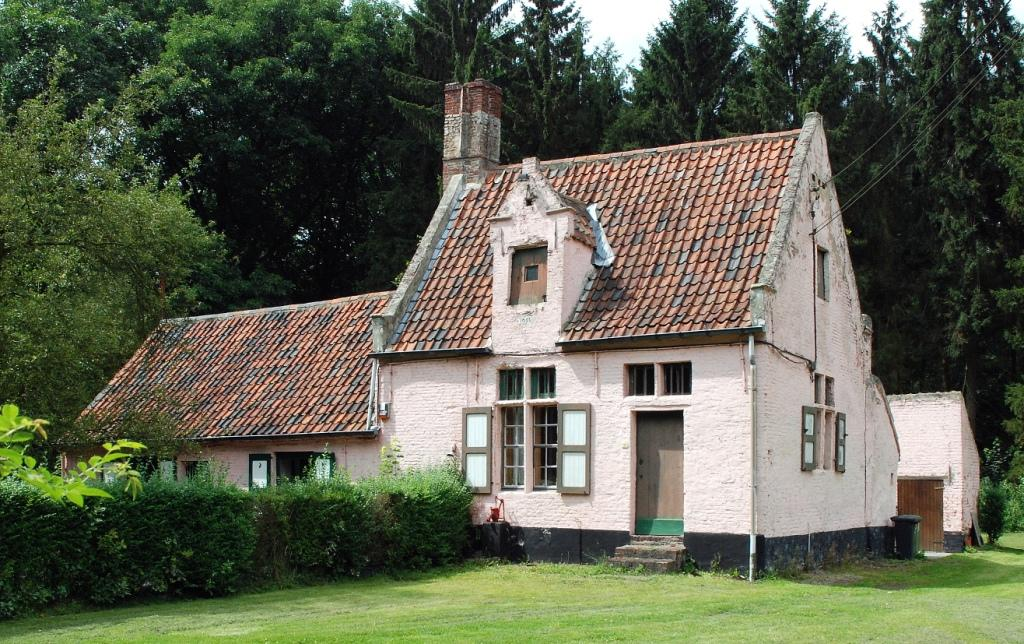
Haus von 1653
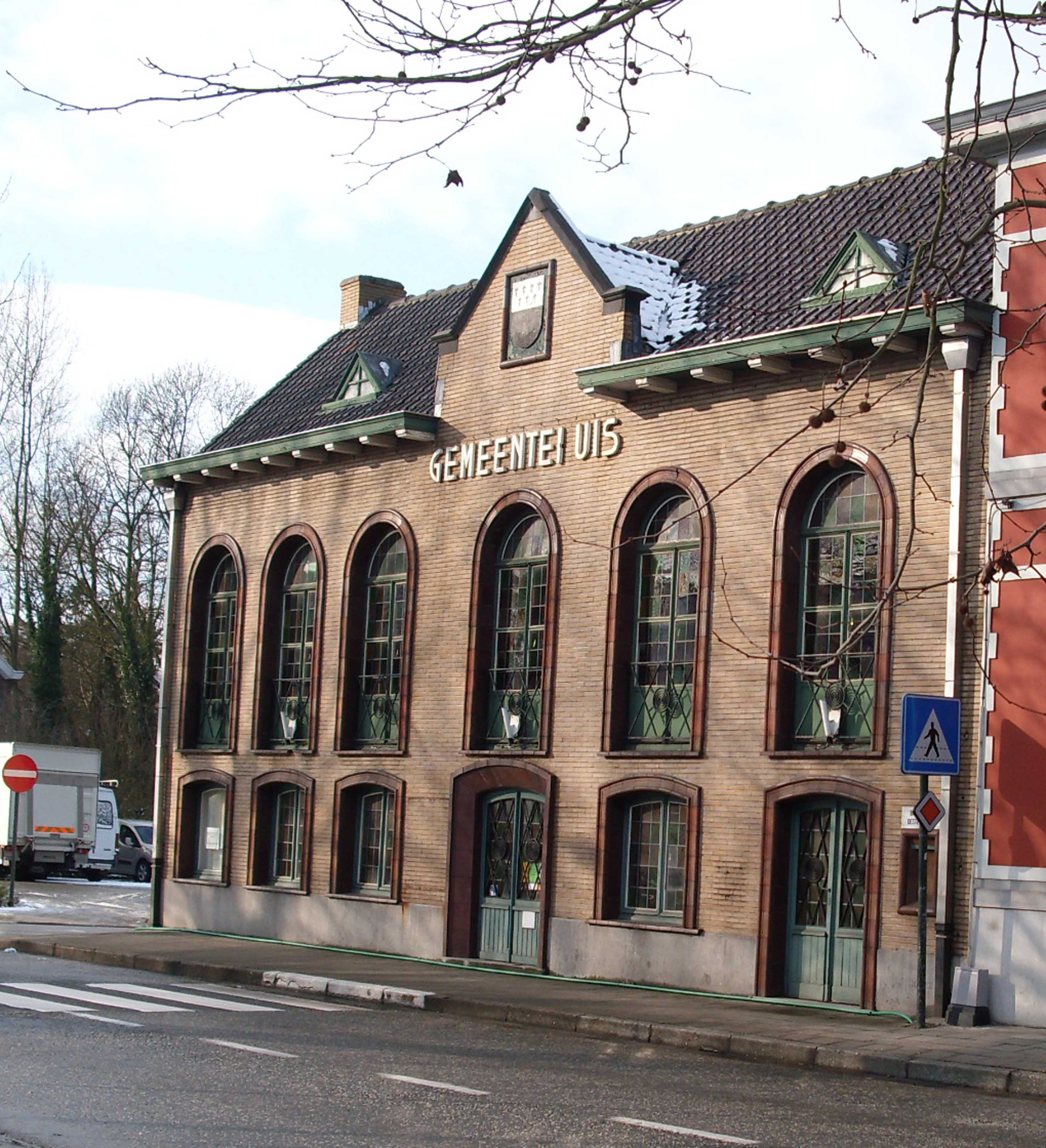
Vormaliges Gemeindehaus
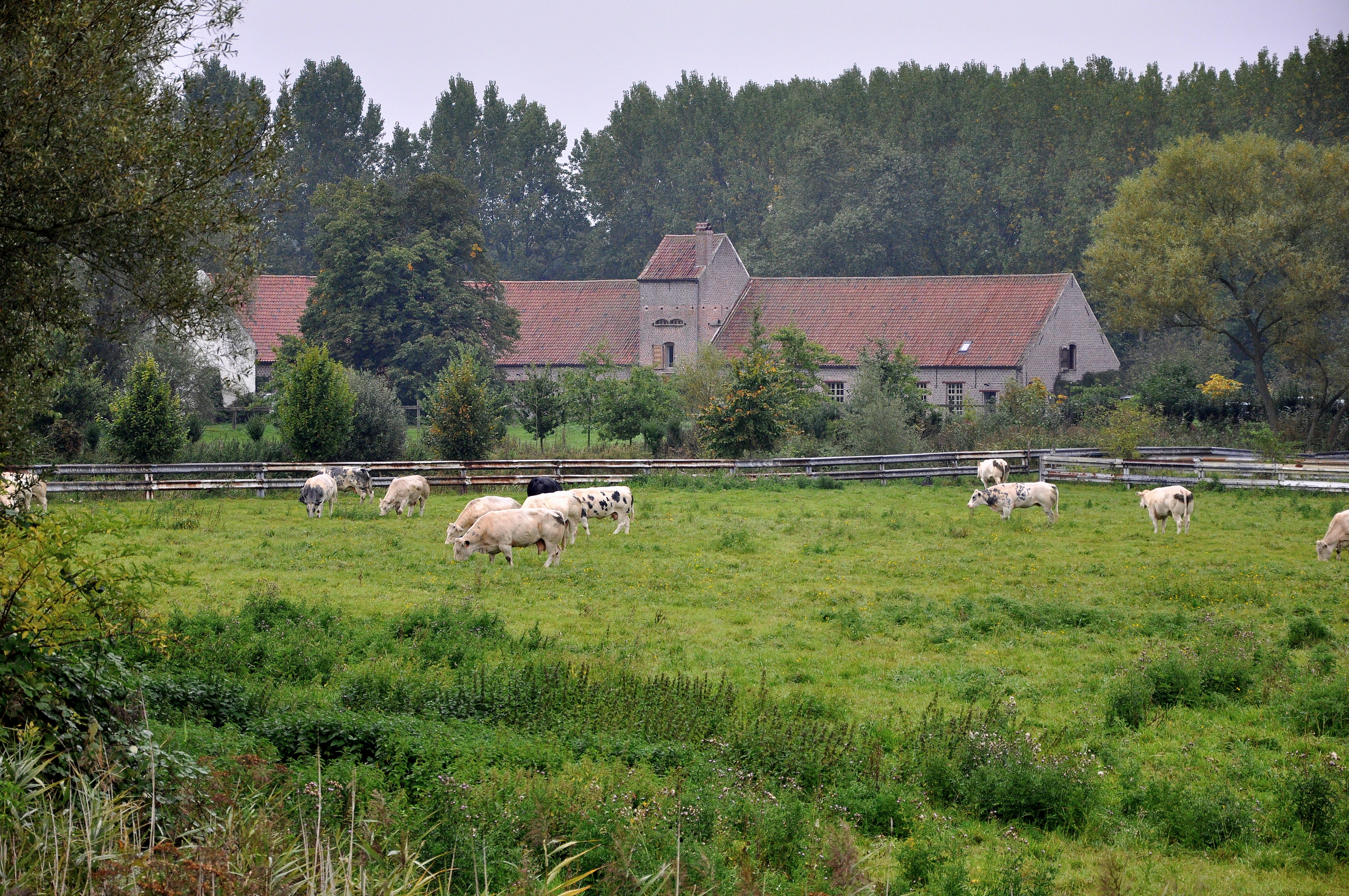
Die Bosseveerhoeve der verschwundenen Abtei Nieuwenbosch

## Sehenswürdigkeiten
- Die Gemeinde verfügt über diverse Schlösser. Ein Gebiet mit einigen Kastellen und zugehörigen Hufen, Wegen und Wasseranlagen ist als Dorfansicht geschützt.
- Das Dammtalgebied (ndl. Damvalleigebied)

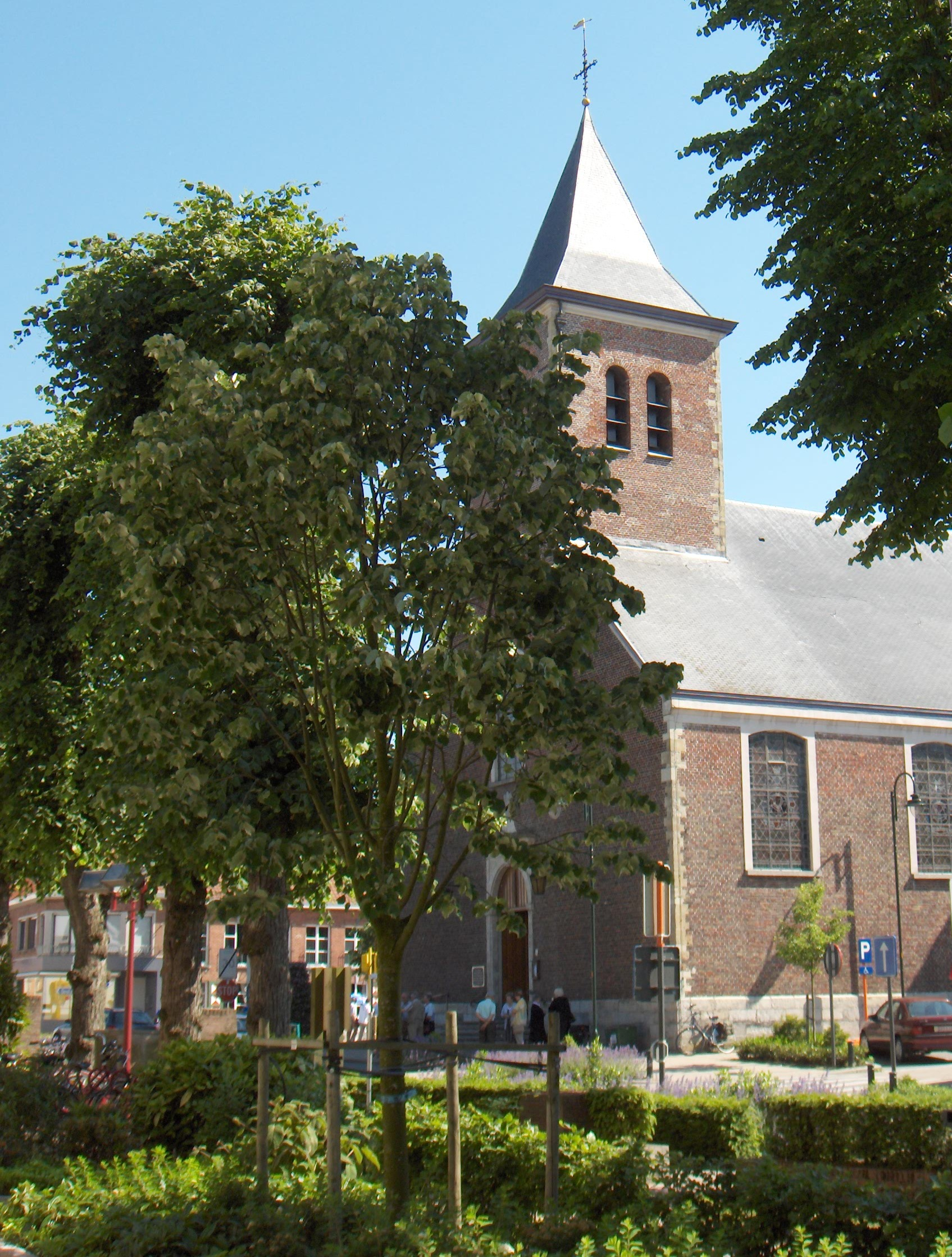
Die Liebfrauen-zum-Schnee-Kirche Destelbergen
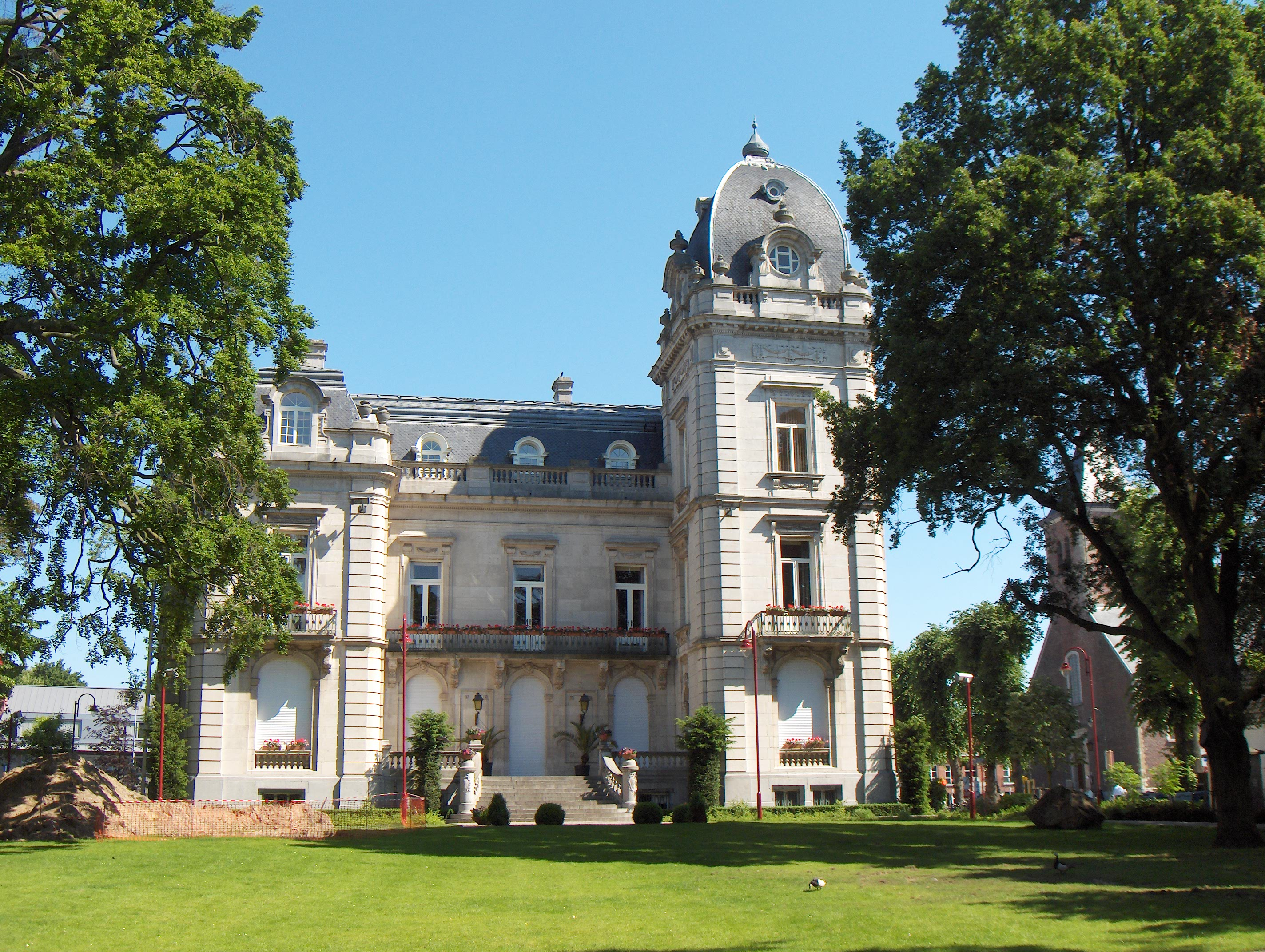
Die Domäne Van Acker, darauf ein Schloss (einst Kasteel Van Acker, ca. 1914) das nun als Gemeindehaus seine Dienste leistet.
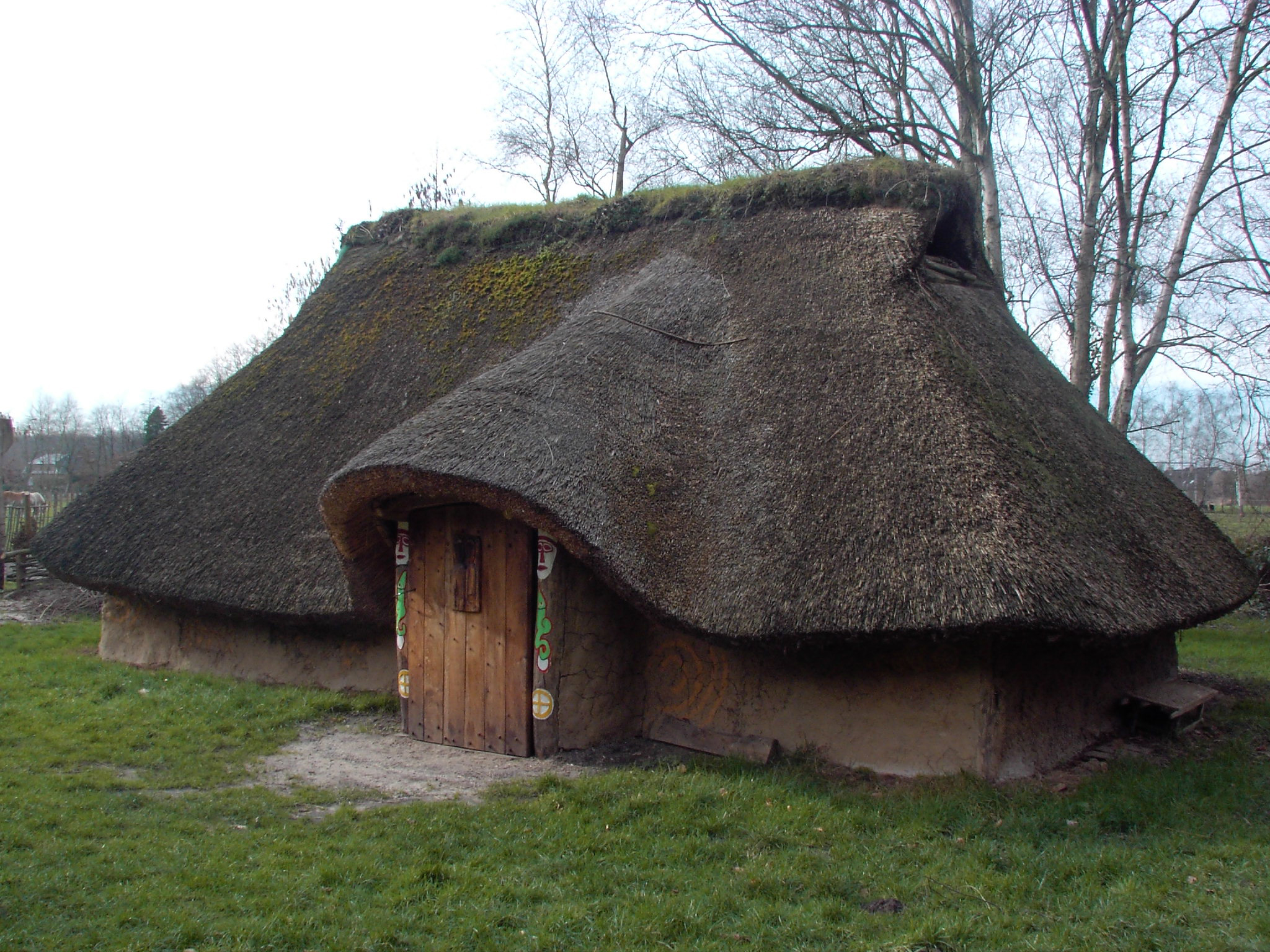
Eine gallische Hufe.

## Persönlichkeiten
- Dirk Brossé (* 1960), (Heusden), Dirigent
- Octave Landuyt (1922–2024), (Heusden), Künstler
- Alex Vercauteren, (Heusden), Auftraggeber des Mordes an Karel Van Noppen
- Jan Becaus, (Heusden), VRT-Journalist
- Siegfried Bracke, (Heusden), N-VA Politiker und ehemaliger VRT-Journalist
- Johan Tas, (Heusden), VRT-Journalist
- Dimitri De Fauw (1981–2009), (Heusden), Radrennsportler/Pistier
- Johan Mussche, (Heusden), Manager des Jahres 2000, CEO Spector

## Bevölkerungsentwicklung
- Quelle:NIS - Anmerkung:1806 bis 1970=Volkszählungen zum 31. Dezember; 1921= Einwohnerzahl am 31. Dezember; ab 1977= Einwohnerzahl zum 1. Januar
- 1921: Abtretung eines Gebietsteils zur Errichtung der Gemeinde Beervelde (-6,70 km² mit 1300 Einwohnern)
- 1977: Eingemeindung von Heusden (+14,13 km² mit 6696 Einwohnern)